# Jewgienij T. Olejniczak
Jewgienij T. Olejniczak, właśc. Tomasz Olejniczak (ur. 1972 w Krakowie) – polski pisarz, autor literatury fantastycznej.

## Życiorys
Zadebiutował w 2004 opowiadaniem Frankfurt opublikowanym w kwartalniku „Fantastyka – wydanie specjalne” 2/2004.
Publikował w „Nowej Fantastyce”, „Science Fiction, Fantasy i Horror”, „Fantasy & Science Fiction”, „Nieznanym Świecie”, „Czwartym Wymiarze”, a także w antologiach Polowanie na lwa, Kanon barbarzyńców, oraz Nowe idzie. W 2009 nakładem Fabryki Słów ukazał się jego autorski zbiór opowiadań, Noc szarańczy, a w 2010 sensacyjno-detektywistyczna powieść fantastyczna Archipelag Khuruna. Za opublikowane w „Fantasy&Science Fiction. Jesień 2010” opowiadanie Księga Besławii został nominowany do Nagrody im. Janusza A. Zajdla.
Był stałym współpracownikiem pisma „Czwarty Wymiar”.

## Życie prywatne
Jest synem Lucyny Olejniczak, również pisarki. Ma siostrę Magdę.

## Publikacje
- Noc szarańczy, Fabryka Słów, Lublin 2009 – zbiór opowiadań
- Archipelag Khuruna, Fabryka Słów, Lublin 2010 – powieść